# 1715 en santé et médecine
| Années de la santé et de la médecine : 1712 - 1713 - 1714 - 1715 - 1716 - 1717 - 1718    |
| Décennies de la santé et de la médecine : 1680 - 1690 - 1700 - 1710 - 1720 - 1730 - 1740 |

Cet article présente les faits marquants de l'année 1715 en santé et médecine.

## Événements
France
- 10 août : Louis XIV se plaint d’une douleur a la jambe. Ses médecins pensent à une sciatique mais en fait, il a la gangrène, qui apparaît le 19 août[1].
- Le 1er septembre 1715, aux alentours de 8 h 15 du matin, Louis XIV meurt d'une ischémie aiguë du membre inférieur, causée par une embolie liée à une arythmie complète, compliquée de gangrène, à l'âge de 76 ans[2].
- Création par Louis XV d'une 8e chaire à l’université de Montpellier : la clinique interne[3].

## Publications
- Raymond Vieussens publie un nouveau traité sur les maladies du cœur : Traité nouveau de la structure et des causes du mouvement naturel du cœur, Toulouse, Guillemette (lire en ligne)[4].

## Naissances

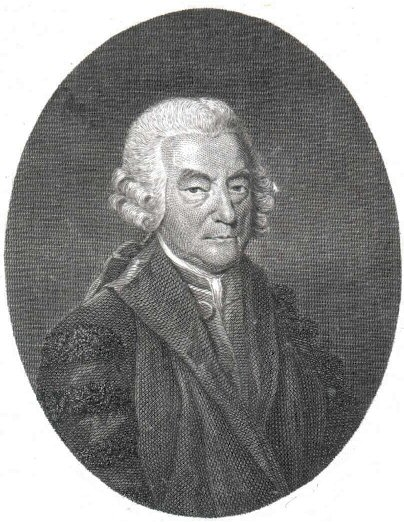
William Watson

- 30 janvier : Jean-Baptiste Lestiboudois (mort en 1804), botaniste et  pharmacien français, pharmacien en chef de l’armée française en 1739.
- 3 avril : William Watson (mort en 1787), médecin et scientifique anglais.
- 22 septembre : Jean-Étienne Guettard (mort en 1786), médecin et scientifique français.
- 13 novembre : Dorothea Erxleben (mort en 1762), médecin allemand.
- 27 novembre : Johann Gottlob Leidenfrost (mort en 1794), médecin et théologien allemand, connu pour avoir le premier décrit véritablement le phénomène appelé effet Leidenfrost.

## Décès
- 21 mai : Pierre Magnol (né en 1638), médecin et botaniste français.
- 19 juin : Nicolas Lémery (né en 1645), apothicaire et chimiste français.
- 16 août : Raymond Vieussens (né v. 1641), anatomiste français.
- 24 septembre : Guillaume Homberg (né en 1652), médecin et chimiste néerlandais-français.